# Cellulite (infezione)
La cellulite, da non confondere con la cellulite estetica, è un'infiammazione del tessuto connettivo, caratterizzata da una grave flogosi del  tessuto sottocutaneo.

## Eziologia
La cellulite può essere causata dalla normale flora batterica presente sulla superficie della pelle o comunque da batteri che riescono a penetrare all'interno della pelle a causa di rotture della superficie cutanea.
La cellulite perciò è un'infiammazione sottocutanea, generalmente di origine batterica che comprende forme come il patereccio, la perionissi batterica, la fascite necrotizzante e le celluliti localizzate prevalentemente a tronco e viso. La gangrena di Fournier, tra le tante patologie, inizialmente si presenta come una cellulite dei tessuti vicini alla porta d'entrata dell'infezione. Tra le forme pediatriche si ricorda la cellulite periorbitale ed orbitale. Un'impetigine non correttamente trattata può sfociare, a volte, in una cellulite. Tra le cause più frequenti si riscontra lo Streptococcus pyogenes o streptococco β-emolitico del gruppo A.

## Trattamento
Viene curata con un'adeguata terapia antibiotica per combattere l'infezione batterica.